# 譚衛道
譚衛道（法語：Armand David，1826年9月7日—1900年11月10日），也作譚微道，出生名阿尔芒·戴维德，又译阿曼德·戴维、阿曼德·大卫，法国巴斯克人，十九世纪的天主教遣使會會士暨博物學家，主要研究动物学和植物学。1869年駐四川鄧池溝聖母領報堂時見到大熊貓，是第一個意識到大熊貓有可能是中國獨有物種的科學家。

## 生平
戴维德出生于法国与西班牙交界处的比利牛斯-大西洋省巴約訥區的埃斯珀萊特村。1848年他被祝圣为神父之前，已经显示了对自然科学的热爱。
1862年加入了遣使會，不久之后派遣到了中国北京。他於1866-1868年在蠶池口北堂成立一个自然历史博物馆，名為「北堂百鳥堂」，藏標本2,474件，主要收藏动物標本，在植物学、地质学和古生物学方面的收藏也很丰富。后来应法国政府请求，他收集到的重要标本被送到巴黎，并引起了巨大的轰动和强烈的兴趣。巴黎植物园委任他再出来到中国进一步收集标本。他成功获得当时未知的动物和植物许多标本，并且他的全面收藏对系统动物学的发展和特别是为动物地理学的推进所做出的贡献获得了科学界的普遍认同。1885年，慈禧欲擴建西苑，作為未來歸政光緒帝之後的退休住處。此擴建工程收回緊鄰紫光閣西苑外牆的北堂，另撥西什庫地建新北堂。1887年12月8日總理衙門派員接收北堂建物與百鳥堂館藏標本，成為「集靈囿」的一部分。
大卫神父在1888年4月在巴黎举行的天主教国际科学大会的致辞里面之后总结了他的研究工作。他在中国发现了200多个种类的动物，其中63个种当时不为动物学家所知，并且发现了807种鸟，其中65种以前未被描述过。他做了大收藏量爬行动物、无尾两栖动物和鱼类的工作，并把它们送给物种学家进行进一步研究。他还大数量地收集飞蛾和昆虫标本，大多数在当时都不为人所知。大卫神父的科学旅途对植物学的贡献，大致可以从以下事实推知：在他收集的杜鹃花之中有不少于五十二个新种类，在他收集的报春花之中大约四十种是当时未知的，当中国西部山区蕴藏了数目更加可观的未知植物。这些标本大都送给了巴黎植物园的博物馆。大葉醉魚草的學名Buddleja davidii中的Davidii就是紀念他發現此品種。此外還有青榨槭Acer davidii、刺榆Hemiptelea davidii、西北薔薇Rosa davidii、白刺花Sophora davidii以及珙桐Davidia involucrata。

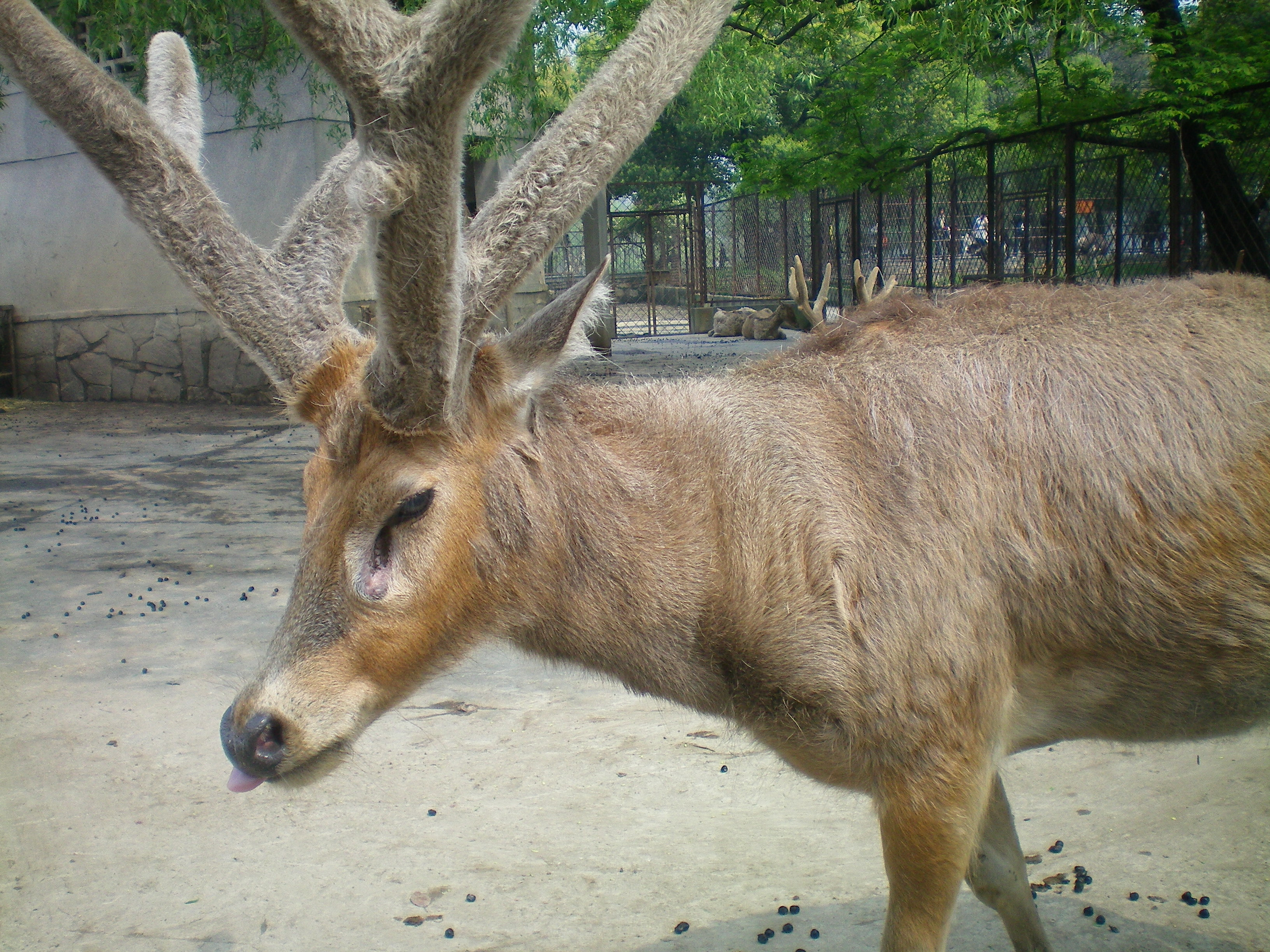
武汉动物园中的麋鹿

大卫神父对于欧洲来说的最大发现，是1866年在北京皇家猎苑发现“大卫神父鹿”，即麋鹿，和1869年在四川宝兴县鄧池溝聖母領報堂发现大熊猫。前者很早便从自然界消失了，只有少量被保存在御用的围场里，但大卫成功的保护了这一物种，并且把活的麋鹿带回了欧洲。今天中国的麋鹿就是从欧洲重新引进的。
在他作为博物学家的工作中间，大卫神父没有忽略他的传教士工作，他同时也以尽收宗教纪律和献身精神的事迹，期望这些能为世人所景仰。